# Nephithea necydaloides
Nephithea necydaloides är en skalbaggsart som beskrevs av Francis Polkinghorne Pascoe 1867. Nephithea necydaloides ingår i släktet Nephithea och familjen långhorningar. Inga underarter finns listade i Catalogue of Life.